# Lonchocarpus monilis
Lonchocarpus monilis är en ärtväxtart som först beskrevs av Carl von Linné, och fick sitt nu gällande namn av A.M.G.Azevedo. Lonchocarpus monilis ingår i släktet Lonchocarpus och familjen ärtväxter. Inga underarter finns listade i Catalogue of Life.